# Александровка (Юхновский район)
Александровка — деревня Юхновского района Калужской области, база отделения геофизики геологического факультета МГУ. Располагается в центральной части Восточно-Европейской платформы. База располагается в районе с низкими промышленными шумами. Так до ближайших электрифицированных железных дорог ~70 км, а до ближайшего районного центра ~20 км. Близлежащие крупные города: Калуга, Москва, Тула.

## История

### ВНИИ Геофизики
Была основана в 1960 году сотрудниками лаборатории электроразведки ВНИИ Геофизики. Выбор места был обусловлен отсутствием промышленных помех, удалением от электрифицированных железных дорог и близостью к г. Наро-Фоминску, где располагался филиал ВНИИгеофизики.

### Геологический факультет МГУ
С 1989 года преподавателями кафедры и сотрудниками электроразведочной лаборатории ВНИИГеофизики было принято решение перенести студенческую практику отделения геофизики МГУ по электроразведке на Александровскую базу Калужской области.
В 1995 году Александровская база была передана на баланс Геологического факультета МГУ.
Со второй половины 90-х база в д. Александровка становится межвузовским полигоном, на котором проходят практику студенты Геологического факультета МГУ, геофизического факультета МГРИ, Дубнинского «Университета природы общества и человека», местом проведения всероссийских и международных электроразведочных школ и семинаров.

### Наши дни
В 2008 году в деревне Александровка пробурена параметрическая трёхсотметровая скважина большого диаметра (конечный диаметр 112 мм), что нетипично для параметрических скважин. Скважина обсажена трубами из стекловолокна, так как сталь мешала бы проведению геофизических скважинных исследований.
В 2011 году построена геомагнитная обсерватория.
С мая 2011 года ведётся непрерывная регистрация магнитного поля Земли.
В дальнейшем планируется развитие базы МГУ как комплексной геофизической обсерватории, нацеленной на изучение глубинного строения региона, мониторинг его геодинамической активности, а также на создание основы для проводимых в Калужской области геофизических работ самой разной направленности
.

## География
База расположена на территории национального природного парка «Угра». Районный центр — г. Юхнов находится на 208 км автодороги Москва — Рославль. Деревня Александровка расположена в месте впадения реки Воря в реку Угра, в 25 км к северо-западу от г. Юхнов.

## Рельеф, речная сеть
Изучаемая территория находится в центре Смоленско-Московской возвышенности. Рельеф в данном районе слабохолмистый, местами расчленённый долинами рек и ручьёв. Перепад абсолютных отметок составляет от +140 м в долинах рек до +240 м на водоразделах. Речную сеть на севере рассматриваемой территории образуют р. Угра (бассейн р. Волга) и её притоки: р. Воря, р. Собжа, р. Ресса, а на юге речная сеть представлена р. Десна и её притоками: р. Болва и р. Снопот.

## Глубинное геологическое строение района
Район базы расположен на юго-западной окраине Московской синеклизы, недалеко от её границы с расположенной южнее Воронежской антеклизой. Эти структуры входят в состав Русской плиты, которая в свою очередь, вместе с Балтийским и Украинским щитами, образует Восточно-Европейскую древнюю платформу. Северный склон антеклизы переходит в южное крыло синеклизы постепенно, и эти две структуры не имеют чётко фиксированной границы. Мощность осадочного чехла в пределах района базы меняется от 700 до 1300 м, плавно возрастая с юго-запада на северо-восток.

## Осадочный чехол
Осадочный чехол в районе базы представлен (сверху вниз):
- сильно изменчивыми по латерали преимущественно моренными и аллювиальными четвертичными (и изредка неогеновыми) отложениями;
- фрагментарно встречающимися прослоями меловых песков и юрских глин;
- породами нижнего отдела каменноугольной системы;
- мощными (составляющими до 70 — 80 % толщины осадочного чехла) отложениями девонской системы, а также породами верхнего протерозоя (эдиакара).

Верхнедевонские и более молодые отложения подробно описаны в разрезах неглубоких (около 500 м) скважин на р. Воре у д. Ивановское (в 14 км к северо-западу от д. Александровка) и на р. Сигоска у д. Чернь (в 18 км к юго-востоку от д. Александровка). Строение эдиакаро-среднедевонской части осадочного чехла района практики может быть охарактеризовано лишь на основе интерполяции разрезов, вскрытых глубокими скважинами в районе Вязьмы, Барятино и Калуги. Вяземская скважина расположена в 55 км северо-западнее, Барятинская — в 72 км юго-западнее, а группа калужских скважин — в 70 — 80 км юго-восточнее и восточнее д. Александровка.
Отложения каменноугольной системы представлены в данном районе только нижним отделом. Эти отложения слагают сложно построенную толщу с чередованием морских карбонатных и, реже, континентальных терригенных пачек. Суммарная мощность этой толщи составляет порядка 100 м, а в наиболее полных разрезах на северо-востоке района может достигать 200 метров. В районе Александровского полигона карбон представлен стешевским (C1st), тарусским (C1tr), веневским (C1vn), михайловским (C1mh), алексинским (C1al), тульским (C1tl), бобриковским (C1bb), упинским (C1up) и малевским (C1ml) горизонтами. Каменноугольные отложения часто прорезаны палеодолинами, заполненными древним аллювием и представляющими собой врезы в полого залегающие слои глубиной до нескольких десятков метров и шириной до первых километров.
Девонские отложения представлены всеми тремя отделами, и слагают основную часть осадочного чехла. Их суммарная мощность слабо меняется по площади и составляет 600—800 метров. Девонские отложения по литологическому составу можно разделить на две толщи. Верхняя толща, представленная породами фаменского и большей части франского (до саргаевского горизонта включительно) ярусов верхнего девона, имеет преимущественно карбонатный состав и включает известняки, доломиты, мергели. В верхней части фаменского яруса также развита пачка чистых гипсов мощностью 30 — 35 метров, а плавский и озёрский горизонты фаменского яруса содержат прослои глин. Нижняя толща включает породы огарёвской свиты верхнего девона и отложения нижнего и среднего отделов девона. Она представлена в основном терригенными породами и содержит небольшие прослои карбонатов. Её мощность меняется от примерно 400 м в Вяземской скважине до 300 м в Барятинской. На западе территории в разрезе нижней толщи увеличивается доля карбонатных пород, а в Вяземской скважине в разрезе эйфельских отложений встречены пласты каменной соли.
Эдиакарские отложения представлены пачкой песчаников и аргиллитов. Их мощность слабо уменьшается от Вязьмы (206 метров) к Калуге (до 176 метров). В юго-западном направлении эдиакарские отложения очень быстро выклинивается, и в разрезе Барятинской скважины они отсутствуют.
Таким образом, в первом приближении в осадочном чехле юго-запада Московской синеклизы можно выделить три основных комплекса:
- приповерхностный терригенный (четвертичные, местами — неогеновые, меловые и юрские породы, а также верхняя часть нижнекаменноугольных отложений);
- преимущественно карбонатный, но включающий также прослои галогенов и глин (саргаевские и более молодые породы верхнего девона, а также нижнего карбона);
- и нижний терригенный (породы огарёвской свиты и более древние девонские и эдиакарские отложения).

## Гидрогеология
В каменноугольных, девонских и эдиакарских отложениях выделяется большое количество водоносных горизонтов. Взаимосвязь вод этих комплексов и их режим на данной территории изучены недостаточно. Выявлены лишь самые общие закономерности: чем более погружён водоносный горизонт под более молодые отложения, тем больше минерализация вод. Наиболее древним водоносным горизонтом на рассматриваемой территории является эдиакарский. Воды, насыщающие песчаники этого горизонта, по данным Вяземской скважины, обладают очень высокой минерализацией — до 270—280 г/л, при средних значениях пористости 15 %. Воды терригенного комплекса девона (ряжского горизонта нижнего девона, старооскольского горизонта среднего девона, огарёвской свиты верхнего девона) также сильно минерализованы — около 200 г/л на северо-востоке рассматриваемой территории и около 50 — 100 г/л на юго-западе. Минерализация вод других водоносных горизонтов не превышает 3 г/л.

## Фундамент
Строение верхней части кристаллического фундамента на рассматриваемой территории может быть априорно охарактеризовано по результатам гравиразведки, магниторазведки и сейсморазведки, а также на основе интерполяции данных, полученных при изучении разрезов, вскрытых глубокими скважинами в районе Вязьмы (абсолютная отметка кровли фундамента −1009 м), Барятино (-553 м) и Калуги (-916 м).
Фундамент платформы погружается к северу и северо-востоку плавно или ступенчатообразно. Он сложен преимущественно кристаллическими сланцами и гнейсами протерозойского и архейского возраста. На исследуемой территории, на фоне общего падения кровли фундамента на северо-восток, выделяется ряд разломов. Наиболее крупным является Сухинический разлом северо-западного простирания, разбитый серией правосторонних сдвигов северо-восточного простирания. На юго-западе территории, в районе п. Барятино, расположены интенсивные магнитные аномалии, являющиеся продолжением Курской магнитной аномалии. Наиболее интенсивны Барятинская, Мосальская, Сухиническая и Кировская, где аномальные значения напряжённости магнитного поля (DТ) достигают 30 000 нТл или 0.3 Э. Столь высокие значения связаны с повышенной намагниченностью хлоритовых сланцев и железистых кварцитов протерозойского возраста, вскрытых Барятинской структурной скважиной на глубине 764 м. Намагниченность сложенных ими тел может меняться от 20 до 80 А/м. В нашем случае преобладающее значение — 75 А/м. Соответственно, значение магнитной проницаемости железистых кварцитов составляет 2.85, при разбросах возможных значений от 1 до 3.

## Геоэлектрический разрез
Породы трёх основных комплексов, слагающих осадочный чехол юго-западной части Московской синеклизы, существенно различаются по удельному электрическому сопротивлению.
Верхний, относительно проводящий слой, представлен преимущественно терригенными каменноугольными и четвертичными отложениями. Высокую проводимость этой толщи обеспечивают моренные суглинки четвертичной системы и песчано-глинистая толща тульско-бобриковкого горизонта нижнего карбона. Средние значения сопротивлений моренных суглинков составляет 20 — 40 Ом•м, известняков нижнего карбона — 100—200 Ом•м.
Среднюю, высокоомную часть осадочного чехла, слагают доломиты и известняки верхнего девона и упинского горизонта нижнего карбона. Характеристикой этого высокоомного слоя служит его суммарное поперечное сопротивление T, по данным электроразведки составляющее в изучаемом районе 2 — 3 млн. Ом•м². Значительный вклад в суммарное поперечное сопротивление второго слоя вносят небольшие по мощности, но очень высокоомные (удельное сопротивление до ста тысяч Ом•м) прослои ангидритов и гипсов, присутствующие в фаменском ярусе верхнего девона. Второй слой является экраном для методов постоянного тока.
Нижняя проводящая толща — это терригенные породы огарёвского горизонта верхнего девона, среднего девона и эдиакара. Этот слой обеспечивает 90 % суммарной продольной проводимости S осадочного чехла. Наиболее проводящими породами являются песчаники и глины эдиакараа, так как их выклинивание, происходящее при переходе от Московской синеклизы к Воронежской антеклизе, приводит к уменьшению S в десять раз (от 200 до 20 См), при уменьшении мощности нижнего комплекса всего на 20 %. Низкие значения сопротивления (2 — 5 Ом•м) пород эдиакаро-девонской толщи обусловлены наличием в ней сильно минерализованных вод (200—250 г/л).
Граниты и гнейсы, слагающие кристаллический фундамент архейского-раннепротерозойского возраста, обладают высокими сопротивлениями — сотни, тысячи Ом•м.
В районе Барятинской магнитной аномалии существует также аномалия электромагнитного поля. Причём оценки показывают, что она не может быть объяснена изменением магнитных свойств, и скорее всего связана с наличием проводящих объектов на глубинах порядка первых километров. Локальный характер этих аномалий, а также оценки электропроводности и глубины залегания аномалий, свидетельствуют в пользу её электронопроводящей природы.